# 貝殼麵包

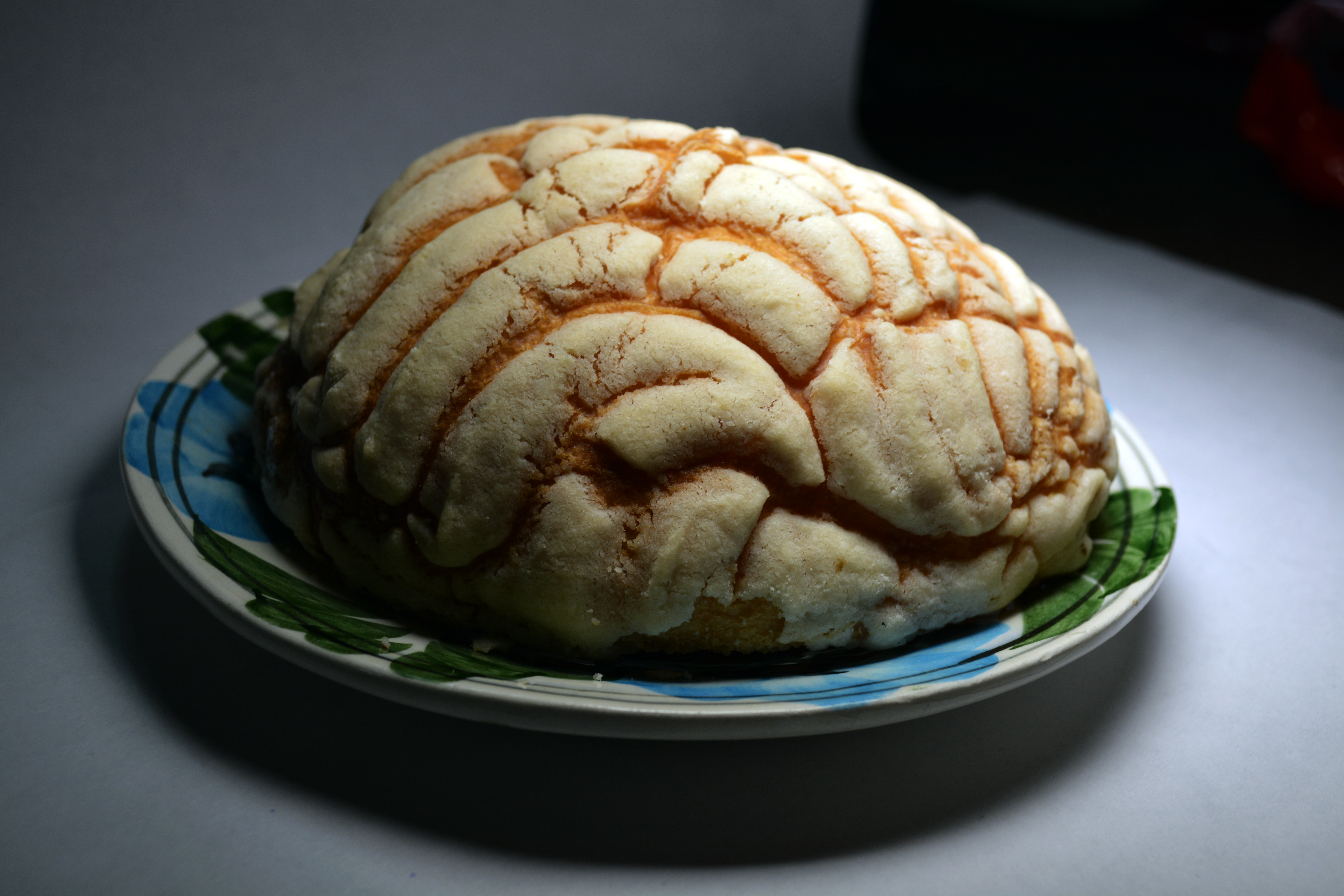
貝殼麵包

貝殼麵包（西班牙語：Concha，複數為），是一種源自墨西哥的甜麵包，跟布莉歐有很多相似之處。英屬香港的墨西哥包以及菠蘿包，日本的蜜瓜包，可能都源自於此。
其名稱來自於其圓弧外形，表面有類似貝殼的紋路。下層是圓麵包，表層是由麵粉、奶油及糖做出的酥脆外殼。一般在外殼上還會加上巧克力，香草，草莓。
在墨西哥與瓜地馬拉的麵包店常見到這種麵包，在美國的雜貨店與麵包坊也很常見到。